# 35. století př. n. l.
36. století př. n. l. – 35. století př. n. l. – 34. století př. n. l.

## Události
- 3500 – 3000 př. n. l. – v Uruku (nynější Warka v Iráku) byla zhotovena Tvář ženy a Vyřezávaná váza; nyní se nacházejí v Iráckém museu v Bagdádu.
- 3450 – část IId naqadská kultura v Egyptě.
- ? – Z polosuché savany se dezertifikací vytváří poušť Sahara.
- Považováno za začátek zaznamenávané historie, ačkoli je pravděpodobné, že existovaly dřívější záznamy, které ale už byly ztraceny.

## Vynálezy, objevy
- Zavlažování ve Starověkém Egypě
- První města v Egyptě
- První užití klínového písma